# Forces en présence lors de la bataille de l'Aisne le 27 mai 1918
Ce qui suit représente les forces militaires des 6e armée française et VIIe armée allemande au déclenchement de la bataille de l’Aisne.

## Forces Alliées
- Organisation de la 6e armée française au 27 mai 1918

Général commandant le Groupe d'armées du Centre : général Louis Franchet d'Espèrey
Général commandant la 6e Armée : général Denis Auguste Duchêne – poste de commandement à Belleu.
Chef d'état –major de la 6e Armée : colonel Georges Émile Brion
- 11e Corps d'armée : général Louis Ernest de Maud'huy  - poste de commandement à Billy-sur-Aisne
  - 21e division d'infanterie : Général Dauvin - poste de commandement à Vailly sur Aisne
    - 64e régiment d'infanterie
    - 93e régiment d'infanterie
    - 137e  régiment d'infanterie

  - 22e division d'infanterie : Général Jean Renouard - poste de commandement à Œuilly
    - 19e régiment d'infanterie
    - 62e régiment d'infanterie
    - 118e régiment d'infanterie

  - 61e division d'infanterie : Général Louis Modelon - poste de commandement à Crouy
    - 219e régiment d'infanterie
    - 264e régiment d'infanterie
    - 265e régiment d'infanterie

- 30e Corps d'armée : général Hippolyte-Alphonse Pénet  - poste de commandement à Tartiers
  - 19e division d'infanterie : Général Pierre Trouchaud - poste de commandement à Vaux
    - 48e régiment d'infanterie
    - 71e régiment d'infanterie

  - 55e division d'infanterie : Général Joseph Mangin - poste de commandement à Nampcel
    - 204e régiment d'infanterie
    - 246e régiment d'infanterie
    - 289e régiment d'infanterie

  - 151e division d'infanterie : Général Pierre des Vallières - poste de commandement à Chavigny
    - 403e régiment d'infanterie
    - 407e régiment d'infanterie
    - 410e régiment d'infanterie

  - 2e division de cavalerie à pied (2e DCP) : Général Hennoque - poste de commandement à Vézaponin

- 9th Army Corps  : Major général Alexander Hamilton-Gordon - poste de commandement à Jonchery-sur-Vesle
  - 8th Infanterie Division : Major général Henecker - poste de commandement à Roucy
  - 21st Infanterie Division : Major général Campbell - poste de commandement à Chalons le Vergeur
  - 25th Infanterie Division : Major général Bainbridge - poste de commandement à  Montigny-sur-Vesle
  - 50th Infanterie Division : Major général Jackson - poste de commandement à  Beaurieux

- 1er Corps de cavalerie : Général Eugène Jean Baptiste Féraud – poste de commandement à Dormans
  - 1er Division de cavalerie : Général Joseph de Rascas de Château Redon
  - 5e Division de cavalerie : Général Alphonse Lacombe de la Tour – poste de commandement à Pierry

- Divisions rattachée à la 6e armée
  - 39e Division d'infanterie : Général André Joseph Emmanuel Massenet - poste de commandement à Villers-Hélon
    - 146e régiment d'infanterie
    - 153e régiment d'infanterie
    - 156e régiment d'infanterie

  - 45e division d'infanterie : Général Stanislas Naulin - poste de commandement à Chenay
  - 74e division d'infanterie : Général Charles Lardemelle - poste de commandement à Osly-Courtil (rattachée au 11e Corps d'armée le 27 mai 1918)
    - 299e régiment d'infanterie

  - 157e division d'infanterie : Général de Joseph Bodin de Galembert - poste de commandement à Braine (rattachée au 11e Corps le 27 mai 1918)
    - 214e régiment d'infanterie
    - 333e régiment d'infanterie

  - 4e division de cavalerie : Général Paul Lavigne-Delville - poste de commandement à Dormans (rattachée au 1er Corps de cavalerie le 28 mai 1918)

## Forces allemandes
- Dispositif allemand le 27 mai 1918

7e armée général Max von Boehn composée de 42 divisions réparties entre  les :
- 7e corps d'armée : général Hermann von François
- 54e corps : général Alfred von Larisch
- 8e corps de réserve : général Georg Wichura
- 25e corps de réserve : général Arnold von Winckler
- 4e corps de réserve : général Richard von Conta
- 65e corps : général Eberhard von Schmettow

## Source
- 14/18 - La seconde bataille de la Marne (27 mai-6 aout 1918)
- 14-18 : Espoirs et drames sur le Chemin des Dames